# Bronîțea, Novohrad-Volînskîi
Bronîțea (în ucraineană Брониця) este un sat în comuna Klenova din raionul Novohrad-Volînskîi, regiunea Jîtomîr, Ucraina.

## Demografie
Componența lingvistică a localității Bronîțea
     Ucraineană (100%)
Conform recensământului din 2001, toată populația localității Bronîțea era vorbitoare de ucraineană (100%).